# 크레이그 리치 쉐이낵
크레이그 리치 셰이낵(Craig Ricci Shaynak, 1969년 7월 14일 ~ )은 미국의 배우이다.

## 출연 작품

### 영화
- 하쉬 타임 (2005)
- 왕과 함께 한 하룻밤: 에스더 이야기 (2006, One Night with the King)
- 인포먼트 (2009) - 낙담한 공장 감독 역